# بليك أندرسون (لاعب كرة قدم أمريكية)
بليك أندرسون (بالإنجليزية: Blake Anderson)‏ هو لاعب كرة قدم أمريكية أمريكي، ولد في 24 مارس 1969 في جونزبورو في الولايات المتحدة.